# Acetarsol
Acetarsolul (denumit și acetarsonă) este un compus chimic antiinflecțios derivat de arsen. A fost descoperit în anul 1921 la Institutul Pasteur de către Ernest Fourneau, și a fost comercializat sub numele de Stovarsol. Era administrat sub formă de supozitoare.